# Winchester 75
Winchester 75 war eine aus Marburg stammende Country-Rockband. In der Anfangsphase ihres Bestehens galt sie in Deutschland als Ausnahmeerscheinung, da sich deutsche Bands, abgesehen von einigen wenigen, diesem Genre bislang kaum annahmen. Nachdem zu Beginn fast ausschließlich Coverversionen bekannter amerikanischer Vorbilder auf dem Programm standen, wurden in der 2. Phase der Bandgeschichte zunehmend auch Eigenkompositionen gespielt. Trotz mehrerer Versuche, Titel mit deutschen Texten in das Repertoire aufzunehmen, blieb die Band bis zu ihrer Auflösung englischsprachig.

## Bandgeschichte
Als eine der frühen deutschen Country-Rockbands konnte Winchester 75 einige Aufmerksamkeit wecken. 1977 wurde mit Gastmusiker Jeanmarie Peschiutta, Gitarrist des Duo Detour, der erste Tonträger veröffentlicht, es folgten zahlreiche Konzerte in Deutschland und Österreich. Im September 1978 folgte ein Live-Auftritt in Alfred Bioleks TV-Sendung "Kölner Treff". Außerdem nahm die Band mehrfach beim damals angesagten Marlboro Country & Western Festival teil. Nachdem sich Winchester 75 1980 kurzfristig aufgelöst hatte, reformierte sich die Band einige Zeit später mit einigen neuen Mitgliedern, unter anderem dem Pedal-Steel-Gitarristen Jo Steinebach, unter dem Namen Winchester. Insgesamt wurden eine LP und eine Single mit deutschem Text produziert. Für eine weitere LP wurden zehn Titel fertig aufgenommen, jedoch niemals veröffentlicht. 1982 wurde Winchester endgültig aufgelöst.
Ende der 1990er Jahre wurde unter Federführung einiger ehemaliger Mitglieder der Versuch einer Reformierung unternommen, der jedoch an musikalischen und internen Differenzen scheiterte.

## Diskografie
- Looking Back At Marburg County (LP, 1977)[2]
- Jonny (Single, 1978)[3]
- Various - (Sampler Rock Offers): What it is, 1976